# Zool: Majū Tsukai Densetsu
Zool: Majū Tsukai Densetsu est un jeu vidéo de rôle sorti en 1999 sur Nintendo 64 uniquement au Japon. Le jeu est développé par Pandora Box et édité par Imagineer.